# Pentatlo moderno nos Jogos Pan-Americanos de 2015 - Masculino
A competição masculina do pentatlo moderno nos Jogos Pan-Americanos de 2015 foi disputada em 19 de julho de 2015 no Centro Aquático CIBC Pan e Parapan-Americano, em Toronto, com 29 atletas.
O pentatleta da América do Norte e da América do Sul mais bem colocados, juntamente com outros dois pentatletas ainda não qualificados, independentemente da região, estarão habilitados para competir nos Jogos Olímpicos de Verão de 2016 no Rio de Janeiro.

## Calendário
| Data        | Hora  | Fase                          |
| ----------- | ----- | ----------------------------- |
| 19 de julho | 9:45  | Esgrima                       |
| 19 de julho | 13:15 | Natação                       |
| 19 de julho | 15:45 | Hipismo                       |
| 19 de julho | 19:30 | Evento combinado tiro/corrida |

## Medalhistas
| Ouro   | GUA Charles Fernandez |
| Prata  | MEX Ismael Hernández  |
| Bronze | USA Nathan Schrimsher |

## Resultados
| Pos.              | Atleta                  | Esgrima Vitórias(pts) | Natação Tempo(pts) | Hipismo Pontos(pts) | Combinação Tempo(pts) | Pontos |
| ----------------- | ----------------------- | --------------------- | ------------------ | ------------------- | --------------------- | ------ |
| Medalha de ouro   | GUA Charles Fernandez   | 24 (282)              | 2:03.98 (329)      | 28 (272)            | 12:21.18 (559)        | 1444   |
| Medalha de prata  | MEX Ismael Hernández    | 19 (242)              | 2:01.66 (335)      | 21 (279)            | 11:58.18 (582)        | 1439   |
| Medalha de bronze | USA Nathan Schrimsher   | 19 (242)              | 2:00.59 (339)      | 14 (286)            | 12:27.28 (553)        | 1421   |
| 4                 | CUB José Figueroa       | 17 (226)              | 2:11.40 (306)      | 12 (288)            | 11:46.19 (594)        | 1415   |
| 5                 | ARG Emmanuel Zapata     | 18 (234)              | 2:06.37 (321)      | 9 (291)             | 12:14.87 (566)        | 1413   |
| 6                 | CHI Esteban Bustos      | 17 (226)              | 2:07.70 (317)      | 28 (272)            | 11:55.46 (585)        | 1402   |
| 7                 | BRA Felipe Nascimento   | 17 (226)              | 2:07.57 (318)      | 18 (282)            | 12:41.32 (539)        | 1365   |
| 8                 | ECU David Ruales        | 14 (202)              | 2:10.02 (310)      | 21 (279)            | 12:12.46 (568)        | 1359   |
| 9                 | MEX Jorge Inzunza       | 17 (226)              | 2:01.11 (337)      | 49 (251)            | 12:41.59 (539)        | 1355   |
| 10                | USA Dennis Bowsher      | 13 (194)              | 2:06.10 (322)      | 21 (279)            | 12:28.49 (552)        | 1348   |
| 11                | CAN Joshua Riker-Fox    | 14 (202)              | 2:10.21 (310)      | 35 (265)            | 12:14.51 (566)        | 1347   |
| 12                | GUA Jorge Imeri Cabrera | 14 (202)              | 2:08.52 (315)      | 16 (284)            | 12:52.58 (528)        | 1329   |
| 13                | CAN Garnett Stevens     | 12 (186)              | 2:05.91 (323)      | 7 (293)             | 13:17.40 (503)        | 1305   |
| 14                | ARG Sergio Villamayor   | 18 (234)              | 2:19.72 (281)      | 65 (235)            | 12:36.89 (544)        | 1294   |
| 15                | CUB Yaniel Velázquez    | 14 (202)              | 2:06.92 (320)      | 28 (272)            | 13:57.55 (463)        | 1257   |
| 16                | VEN Arturo Sulbaran     | 15 (210)              | 2:06.24 (322)      | 86 (214)            | 13:32.43 (488)        | 1236   |
| 17                | PAN Jose Guitian        | 13 (194)              | 2:28.16 (256)      | 24 (276)            | 13:57.82 (463)        | 1189   |
| 18                | MEX Alvaro Sandoval     | 22 (266)              | 2:05.49 (324)      | DNS (0)             | 12:15.75 (565)        | 1156   |
| 19                | VEN Julio Luna          | 10 (170)              | 2:09.99 (311)      | 85 (215)            | 14:09.51 (451)        | 1147   |
| 20                | CRC Fabián Ramírez      | 9 (162)               | 2:15.51 (294)      | 37 (263)            | 15:06.52 (394)        | 1114   |
| 21                | DOM Alex Hernández      | 9 (162)               | 2:22.32 (274)      | 23 (277)            | 15:11.78 (389)        | 1110   |
| 22                | BRA Danilo Fagundes     | 15 (210)              | 2:09.17 (313)      | DNS (0)             | 12:29.72 (551)        | 1074   |
| 23                | URU Luis Siri           | 9 (162)               | 2:30.29 (250)      | 28 (272)            | 15:19.03 (381)        | 1065   |
| 24                | ECU Nelson Torres       | 11 (178)              | 2:07.37 (318)      | DNS (0)             | 13:35.93 (485)        | 981    |
| 25                | PER Carlos Barrios      | 5 (130)               | :09.83 (131)       | 25 (275)            | 14:30.03 (430)        | 966    |
| 26                | CHI Martin Gajardo      | 7 (146)               | 2:07.44 (318)      | DNS (0)             | 13:50.15 (470)        | 935    |
| 27                | PAN Missael Aguilar     | 13 (194)              | 2:48.77 (194)      | DNS (0)             | 15:22.09 (378)        | 766    |
| 28                | DOM Fernando Rodríguez  | 12 (186)              | 2:31.98 (245)      | DNS (0)             | 16:20.27 (320)        | 751    |
| 29                | PER Jeffrey Leyva       | 6 (138)               | 2:45.73 (203)      | DNS (0)             | 16:49.11 (291)        | 633    |